# St.-Knud-Kirche (Friedrichstadt)

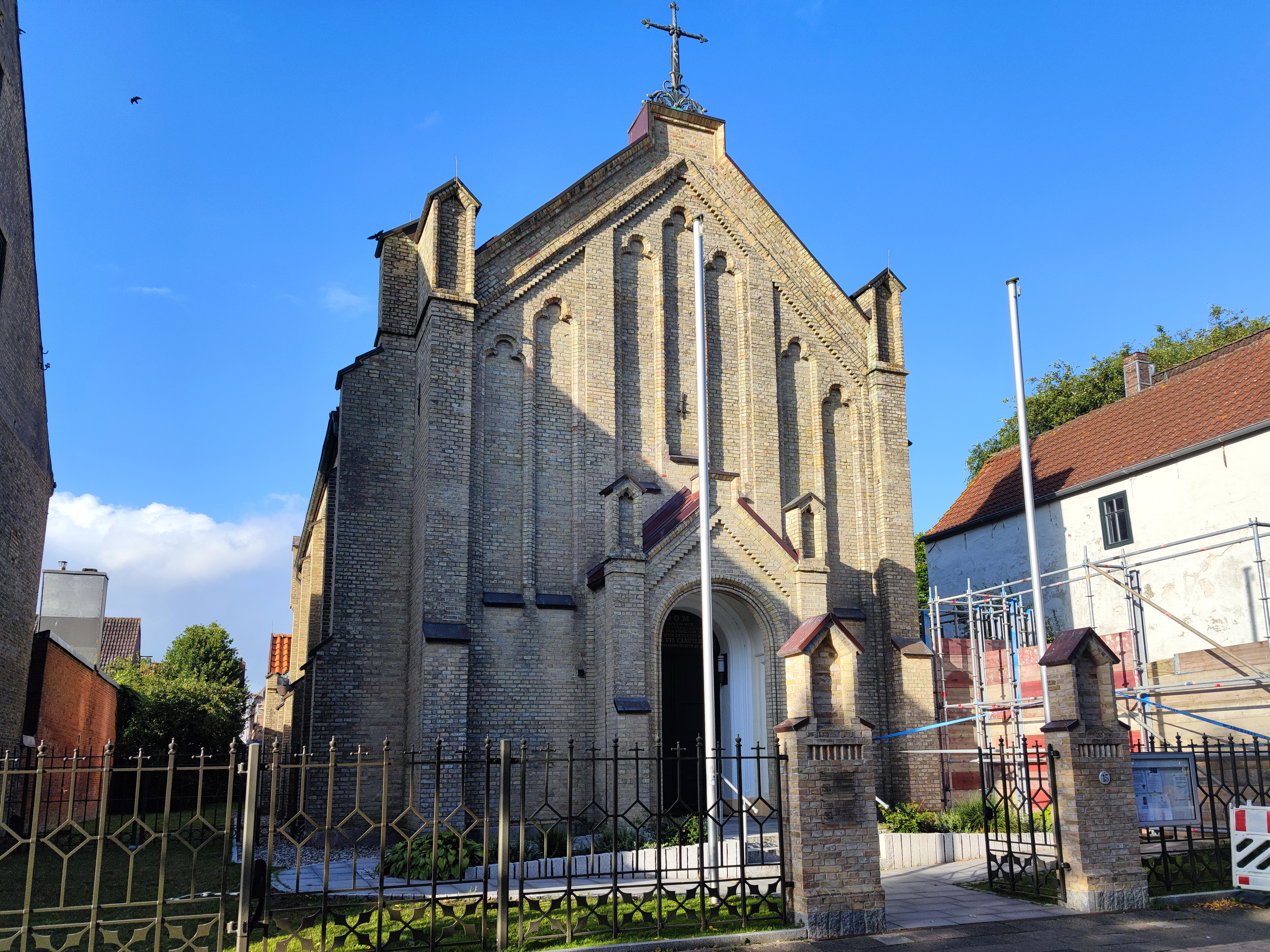
Außenansicht

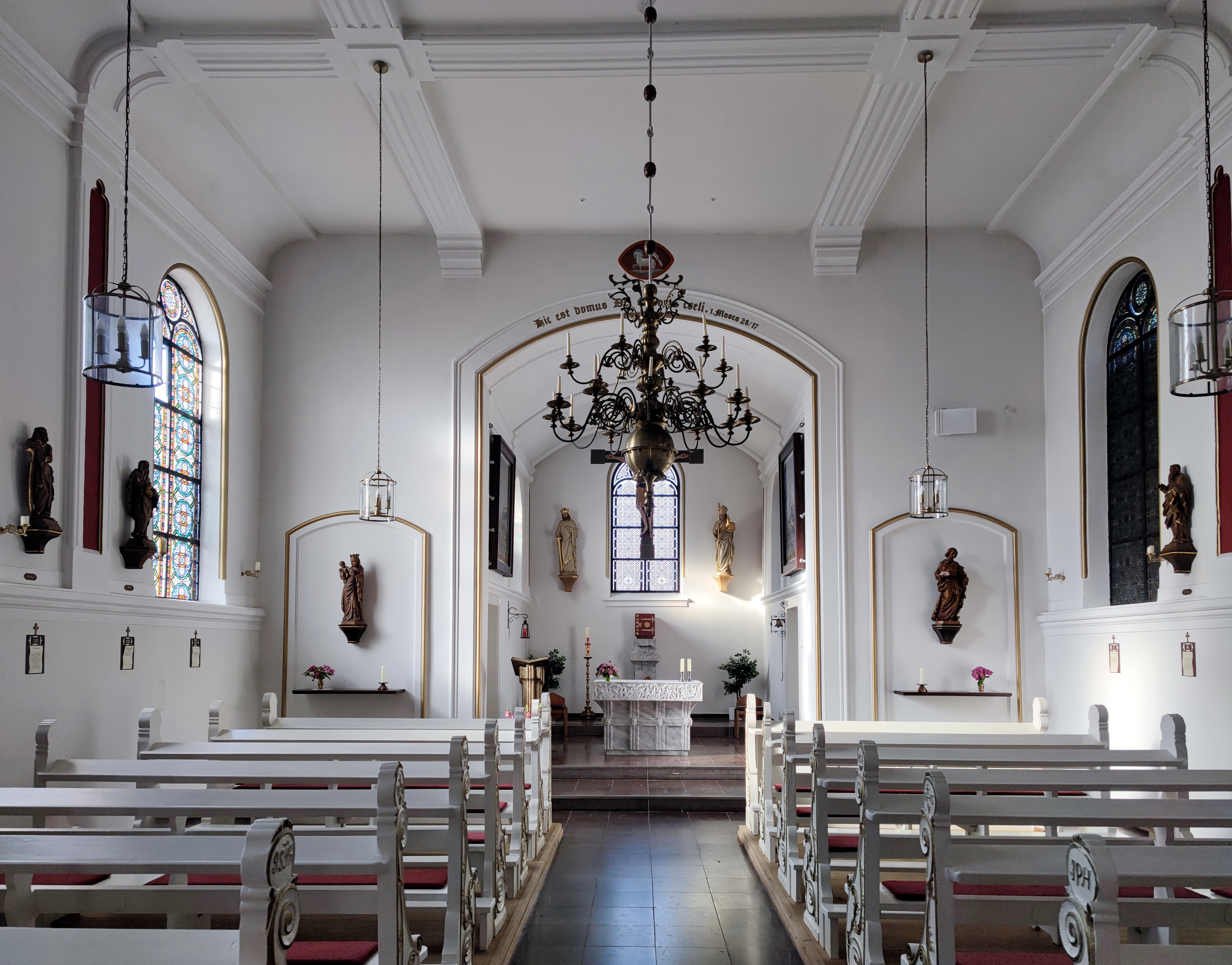
Innenraum

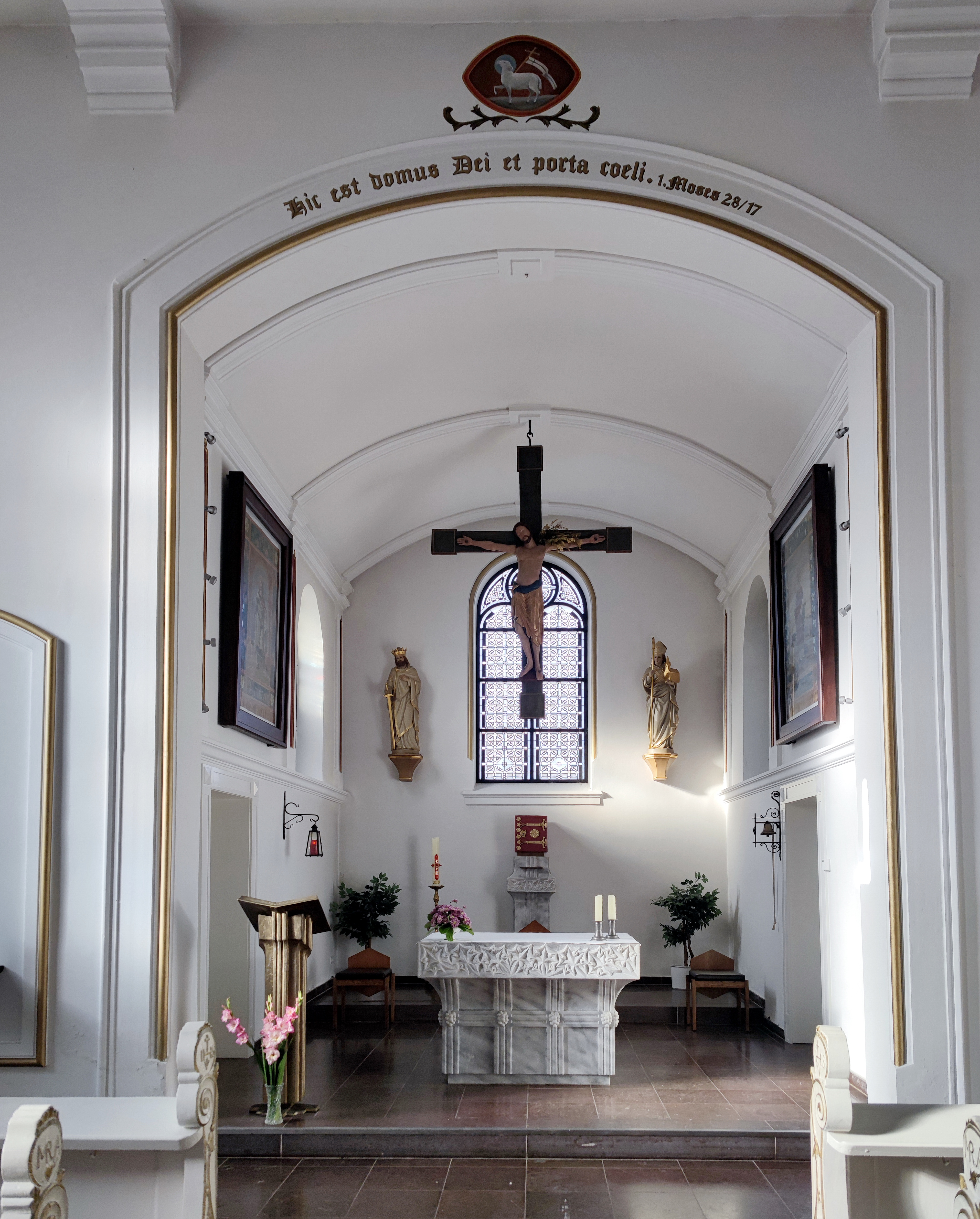
Altarraum

Die St.-Knud-Kirche ist eine römisch-katholische Kirche in Friedrichstadt, Schleswig-Holstein und seit 2017 Kulturdenkmal. Der Vorgängerbau beherbergte die erste katholische Gemeinde Schleswig-Holsteins nach der Reformation. Patron ist der Heilige Knud, von 1080 bis 1086 König von Dänemark. Der neugotische gelbe Backsteinbau ohne Turm wurde am 31. Oktober 2003 profaniert und ist eine der Filialkirchen der Pfarrei St. Knud in Husum. 

## Geschichte
Die katholische Gemeinde in Friedrichstadt war die erste katholische Gemeinde in Schleswig-Holstein nach Einführung der Reformation. Sie zog innerhalb des Ortes mehrmals um. Die ersten Katholiken durften sich in der Toleranzstadt Friedrichstadt 1625 niederlassen. Als die Jesuiten 1646 in die Stadt kamen, wurde es ihnen erlaubt, Gottesdienste im sogenannten Fünfgiebelhaus in derselben Straße abzuhalten. Der Bau einer eigenen Kirche wurde den Katholiken jedoch nicht gestattet. Auch nachdem die Jesuiten 1793 die Betreuung der Gemeinde beendeten und diese Aufgabe an nicht ordensgebundene Priester überging, hatte die Gemeinde noch keine eigene Kirche. Das Gemeindegebiet reichte damals von Glückstadt im Süden bis nach Fredericia im Norden.
1840 kaufte die Gemeinde durch den damaligen Pastor Heiremanns ein Grundstück von der Friedrichstädter Schiffergilde. Auf diesem baute der Kopenhagener Architekt Friedrich Hetsch 1846 eine Kirche, die die Friedrichstädter jedoch schon 1849 aufgrund von Konstruktionsmängeln wieder abrissen: Die Decke des Gebäudes war eingestürzt. 1854 folgte ein weiterer Kirchenneubau, diesmal nach Entwürfen des Flensburgers Eggermann. 
Obwohl katholische Mutterkirche der Westküste, verlor sie gegenüber der Christkönig-Kirche im nahegelegenen Husum immer weiter an Bedeutung, so dass die Pfarrei seit 1935 in Husum angesiedelt ist und diese Kirche seitdem auch Hauptkirche der Gemeinde darstellt. Dieses und die Kosten zum Erhalt der Kirche notwendigen Finanzen führten dazu, dass der Kirchenvorstand eine Schließung plante. Diese Pläne wurden nicht nur von den Friedrichstädter Gemeindemitgliedern kritisch aufgenommen, in offenen Briefen sprechen sich unter anderem auch die Ehrenbürgerin der Stadt Friedrichstadt, Frau Laman-Trip, der Friedrichstädter SPD-Fraktionssprecher Rohmann, der Theologe Peter Schmidt-Eppendorf, und der zu diesem Zeitpunkt amtierende Pfarrer der altkatholischen Kirche auf Nordstrand gegen die Schließung aus. Der Protest war vergeblich. „Auf Antrag und mit Zustimmung der Kirchengemeinde Christus-König zu Husum wird die Auflösung der Filialkirche St. Knud in Friedrichstadt mit Wirkung vom 31. Oktober 2003 verfügt“. Diese Entscheidung wurde später durch den Hamburger Weihbischof Hans-Jochen Jaschke als „unglücklich und schlecht“ bezeichnet. Im Gegensatz zu anderen profanierten Kirchengebäuden will das Erzbistum Hamburg die denkmalgeschützte Kirche aufgrund ihrer historischen Bedeutung auf jeden Fall erhalten. Am 5. Dezember 2005 beschloss ein vom Bischof ernanntes Kuratorium, den Künstler Otmar Alt mit einer kompletten Neugestaltung der Kirche zu beauftragen, Alt sagte zu. Dieser Beschluss fand aber  nicht die Zustimmung der Friedrichstädter Gemeindemitglieder. Das Projekt scheiterte schließlich unter anderem daran, dass für die Sanierung und künstlerische Gestaltung eine hohe sechsstellige Summe notwendig waren.
In der Kirche am Fürstenburgwall fand nach der Profanierung nur noch einmal im Monat ein Wortgottesdienst statt, die Friedrichstädter Katholiken trafen sich fortan im Gemeindehaus der lutherischen Sankt-Christophorus-Kirche im Ort. Seit dem Jahr 2007 wird in der entwidmeten Kirche jedoch wieder die Heilige Messe gefeiert. Erst 2018/19 wurde die Kirche renoviert. Nach der Sanierung 2019 gehört die Kirche zur Pfarrei St. Knud in Husum und es finden wieder wöchentliche Gottesdienste statt.

## Architektur und Ausstattung
Die Kirche steht am Rande der Friedrichstädter Innenstadt an einer der Grachten, dem Fürstenburggraben. Die eher unauffällige Kirche hat eine Länge von 22 Metern, bei einer Breite von 11,4 Metern und einer Höhe von 13,6 Metern. Heute noch kann man im Kirchenschiff den Christuskörper von 1230 und die Kirchenbänke von 1760, die vorher in einer katholischen Kapelle standen, sehen. Der Corpus Christi am Altarkreuz entstand um 1230 und soll als Strandgut aus dem Meer gerettet worden sein. Er stammt angeblich aus einer der 19 Nordstrander Kirchen, welche bei der Burchardiflut 1634 untergegangen sind, allerdings existieren Legenden dieser Art zu vielen kirchlichen Gegenständen in Schleswig-Holstein. Sicher gehörte der Corpus allerdings bis ca. 1855 zu einer Kirche in Uelvesbüll, die 1853 abgerissen wurde. Neben den Kruzifixen in Leck und Bjerning ist es der einzig erhaltene Vier-Nagel-Typus im ehemaligen Schleswiger Herzogtum; es wurde die Herkunft sowohl aus einer Schleswiger als auch aus einer französischen Werkstatt als Importstück diskutiert.
Die sechs hölzernen Figuren, die an den Seiten des Kirchenschiffs aufgestellt sind, stammen aus dem 17. Jahrhundert und stellen Ansgar, Bonifatius, Johannes, Joseph, Knut und Petrus dar. Sie befanden sich ursprünglich an der Brüstung der Kanzel, die Herzogswitwe Augusta 1635 für 1815 abgerissenen Husumer Marienkirche stiftete. Nach der Profanierung St.-Knud-Kirche durch das unten genannte Kuratorium wurden sie an die Husumer Marienkirche als Dauerleihgabe gegeben und durch Photographien ersetzt, sind inzwischen aber nach der Renovierung 2019 zurückgekehrt. Die vorher in der Kirche vorhandenen Altar-Reliquien wurden, wie durch den Erzbischof von Hamburg verfügt, nach Husum verbracht.